# 倫敦鎮區 (堪薩斯州索姆奈縣)
倫敦鎮區（英語：London Township）為美國堪薩斯州索姆奈縣轄下的鎮區。2010年美国人口普查中此鎮區人口有716人。

## 地理
倫敦鎮區涵蓋總面積為108.2平方（41.79平方英里），其中陸地面積為107.2平方（41.38平方英里），水域面積為1.1平方（0.41平方英里）或0.98%。

## 人口統計
根據2010年美國人口普查，倫敦鎮區人口有716人，其中男性有371人，女性有345人，人口密度為每平方公里6.62人，住房計307戶。鎮區內的白人有695人，非裔美國人有2人，美洲原住民有4人，亞裔美國人有0人，太平洋島裔美國人有0人，其他種族有5人，混血種族則有10人。此外鎮區內有8人為西班牙裔或拉丁裔美國人。此鎮區之年齡中位數為42.3歲，而男性年齡中位數為43.4歲，女性年齡中位數為41.5歲。

## 交通

### 主要公路
- 81號美國國道